# افراط آمریکایی
 افراط آمریکایی (به انگلیسی: American Ultra) یک فیلم اکشن و کمدی-درام آمریکایی به نویسندگی مکس لاندیس و کارگردانی نیما نوری‌زاده است که توسط استودیو لاینزگیت در ۲۱ اوت ۲۰۱۵ اکران شد. در این فیلم بازیگرانی همچون جسی آیزنبرگ، کریستن استوارت، توفر گریس، کانی بریتون، والتون گوگینس، جان لگویزمائو، بیل پولمن و تونی هیل ایفای نقش می‌کنند.